# Ennsdorf
Ennsdorf ist eine Gemeinde im Bezirk Amstetten in Niederösterreich mit 3303 Einwohnern (Stand 1. Jänner 2025).

## Geographie
Ennsdorf liegt an der Enns im Mostviertel in Niederösterreich. Die Fläche der Gemeinde umfasst 7,69 km².

### Gemeindegliederung
Es existieren keine weiteren Katastralgemeinden, Ortsteile sind Ennsdorf und Windpassing.

### Nachbargemeinden
| Enns (Bezirk Linz-Land) |                                             |                                           |
|                         | Kompassrose, die auf Nachbargemeinden zeigt | St. Pantaleon-Erla (Bezirk Amstetten, NÖ) |
|                         | St. Valentin (Bezirk Amstetten, NÖ)         |                                           |

## Geschichte
Im Altertum war das Gebiet Teil der Provinz Noricum. Schon im Jahre 1244 wurde Ennsdorf urkundlich erwähnt. Der Ort teilte die wechselvolle Geschichte der Stadt Enns, gehörte jedoch auf Grund der durch den Ennsfluss gebildeten Landesgrenze seit Beginn der Aufzeichnungen bis 1779 zu St. Valentin. Es wurde im Zuge der Josephinischen Reformen aus der Pfarre ausgegliedert, da die Einwohner einen unzumutbar weiten Weg in die Kirche hatten. Es ist wohl Kaiser Josephs Sparsamkeit zuzuschreiben, dass man von einem Kirchenneubau Abstand nahm. Stattdessen wurden Ennsdorf und Windpassing der Stadtpfarre Enns einverleibt, die auf oberösterreichischer Seite große Gebiete verloren hatte. Diese Regelung war etwas delikat, da die Ennsdorfer nun ihre Kirche und auch ihren Friedhof in Oberösterreich hatten. Zum Glück gehörten die beiden Bundesländer mit der kurzen Ausnahme von 1945 bis 1955 immer derselben Oberhoheit an.
Erst 1882 kam es auch zur politischen Loslösung von St. Valentin und zur Bildung der eigenständigen Gemeinde Ennsdorf, bestehend aus den Ortsteilen Ennsdorf und Windpassing. Zu jenem Zeitpunkt verfügte der Ort über keinerlei Infrastruktur. Erst im 20. Jahrhundert wurden das Gemeindeamt, Schule und Kindergarten, Polizeiposten und Postfiliale errichtet. Laut Adressbuch von Österreich waren im Jahr 1938 in der Ortsgemeinde Ennsdorf ein Binder, drei Gastwirte, vier Gemischtwarenhändler, ein Holzschuherzeuger, zwei Landesproduktehändler, ein Sattler, ein Schmied, ein Schneider, ein Schuster, ein Stechviehhändler, ein Stellenvermittlungsbüro, ein Tischler, ein Wagner und mehrere Landwirte ansässig. Weiters gab es ein Kalkwerk und einen Zementwarenerzeuger. Eine Wiedervereinigung mit St. Valentin wurde von der Bevölkerung abgelehnt, der Zusammenschluss mit Enns aufgrund der Grenze nicht möglich. Die Postfiliale wurde im Zuge der großangelegten österreichweiten Postfilialenschließungswelle wieder aufgelöst. Der Polizeiposten wurde inzwischen mit dem Polizeiposten St. Valentin zusammengelegt. Über ein religiöses Zentrum, also Kirche und Friedhof verfügt Ennsdorf bis heute nicht.
In den letzten Jahrzehnten erlebte die Gemeinde durch den Ausbau des Hafens großen wirtschaftlichen Aufschwung, was sich natürlich auch im Bevölkerungswachstum und in der Bautätigkeit auswirkt.

### Bevölkerungsentwicklung
| Ennsdorf: Einwohnerzahlen von 1869 bis 2025         | Ennsdorf: Einwohnerzahlen von 1869 bis 2025 | Ennsdorf: Einwohnerzahlen von 1869 bis 2025 | Ennsdorf: Einwohnerzahlen von 1869 bis 2025 | Ennsdorf: Einwohnerzahlen von 1869 bis 2025 |
| --------------------------------------------------- | ------------------------------------------- | ------------------------------------------- | ------------------------------------------- | ------------------------------------------- |
| Jahr                                                |                                             |                                             |                                             | Einwohner                                   |
| 1869                                                | 1869                                        |                                             | 425                                         | 425                                         |
| 1880                                                | 1880                                        |                                             | 490                                         | 490                                         |
| 1890                                                | 1890                                        |                                             | 513                                         | 513                                         |
| 1900                                                | 1900                                        |                                             | 512                                         | 512                                         |
| 1910                                                | 1910                                        |                                             | 516                                         | 516                                         |
| 1923                                                | 1923                                        |                                             | 532                                         | 532                                         |
| 1934                                                | 1934                                        |                                             | 701                                         | 701                                         |
| 1939                                                | 1939                                        |                                             | 801                                         | 801                                         |
| 1951                                                | 1951                                        |                                             | 748                                         | 748                                         |
| 1961                                                | 1961                                        |                                             | 906                                         | 906                                         |
| 1971                                                | 1971                                        |                                             | 1.608                                       | 1.608                                       |
| 1981                                                | 1981                                        |                                             | 1.893                                       | 1.893                                       |
| 1991                                                | 1991                                        |                                             | 2.202                                       | 2.202                                       |
| 2001                                                | 2001                                        |                                             | 2.362                                       | 2.362                                       |
| 2011                                                | 2011                                        |                                             | 2.930                                       | 2.930                                       |
| 2021                                                | 2021                                        |                                             | 3.161                                       | 3.161                                       |
| 2025                                                | 2025                                        |                                             | 3.303                                       | 3.303                                       |
| Quelle(n): Statistik Austria, Gebietsstand 1.1.2021 |                                             |                                             |                                             |                                             |

## Kultur und Sehenswürdigkeiten

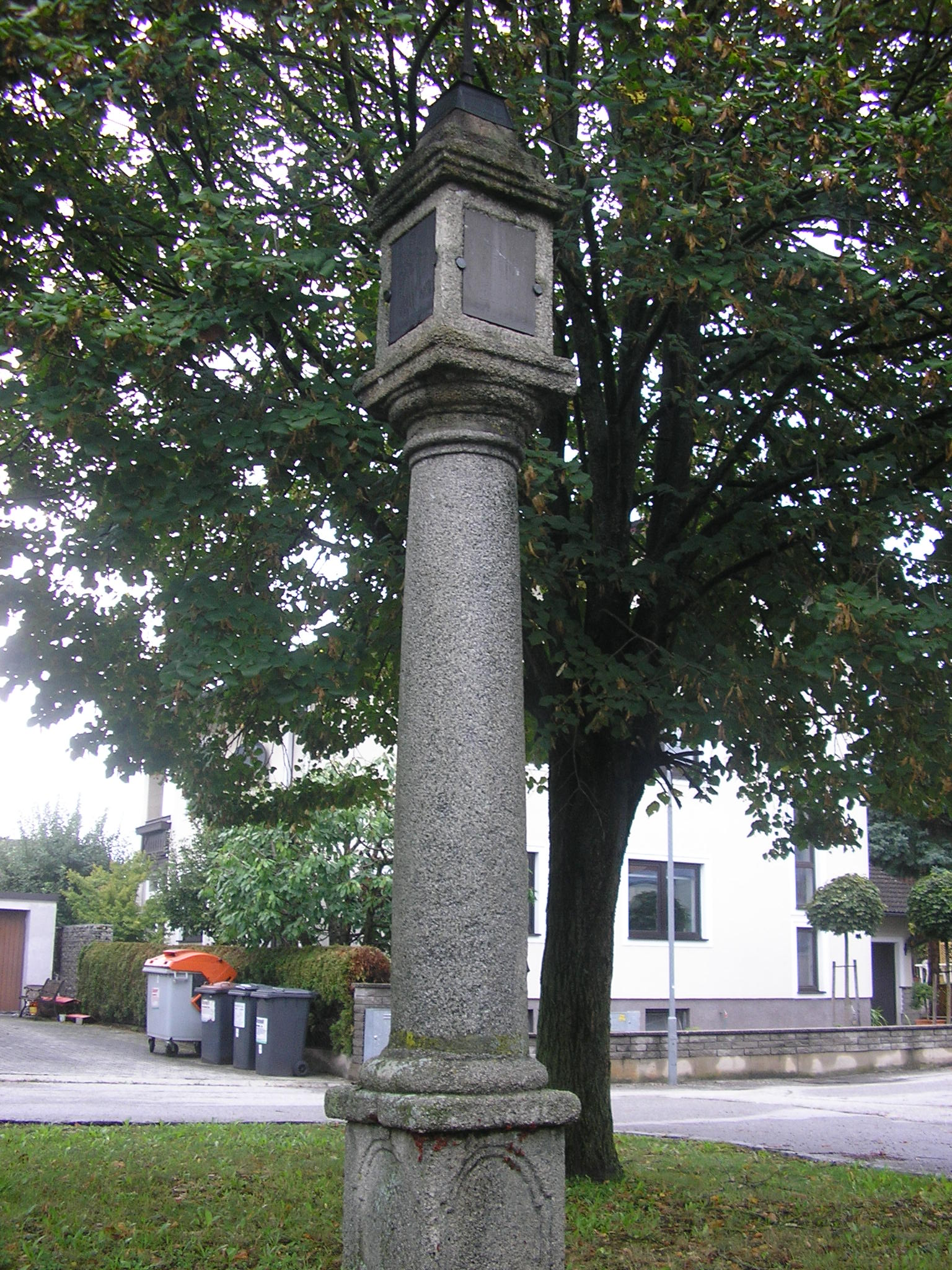
Galgenkreuz

- Postamentsäule Galgenkreuz in der Kiesgasse
- Theater Gewäxhaus[2]

## Wirtschaft und Infrastruktur
Ennsdorf hat sich durch den Ausbau des Ennshafens, die Eröffnung des Rhein-Main-Donaukanals und die Errichtung des Wirtschaftsparks von einer ländlichen Gemeinde zu einem Wirtschaftsstandort entwickelt. Im Zeitraum 1999 bis 2010 nahm die Anzahl der landwirtschaftlichen Betriebe von 23 auf 15 ab.

### Ennshafen
Nach einer Idee von Kraft-Alexander zu Hohenlohe-Oehringen wurde 1974 mit dem Bau eines Industriehafens für petrochemische Industrie begonnen. Zum Ende des 20. Jahrhunderts wurde die Enns ausgebaggert und verbreitert und der Hafen zu einem öffentlichen Handelshafen ausgebaut, 2004 wurde das Containerterminal errichtet und 2018 eine Verladeplattform mit vier Anlegedalben eröffnet. Im Jahr 2020 legten 1084 Frachtschiffe an und schlugen 922.000 Tonnen Güter um.
Mehr als 60 Betriebe beschäftigen rund 2700 Mitarbeiter (Stand 2022).

### Verkehr
Durch die Lage an Donau mit dem Hafen und die direkte Anbindung an die Westbahn und die West Autobahn hat Ennsdorf eine gute Verkehrsanbindung.

### Öffentliche Einrichtungen
In der Gemeinde gibt es einen Kindergarten und eine Volksschule.

### Vereine
- ASKÖ Ennsdorf
- FF Ennsdorf
- K+, Initiative zur Förderung von Kunst, Kultur und andere unterhaltsame Sachen in Ennsdorf[10]
- SC HITTN[11]

## Politik

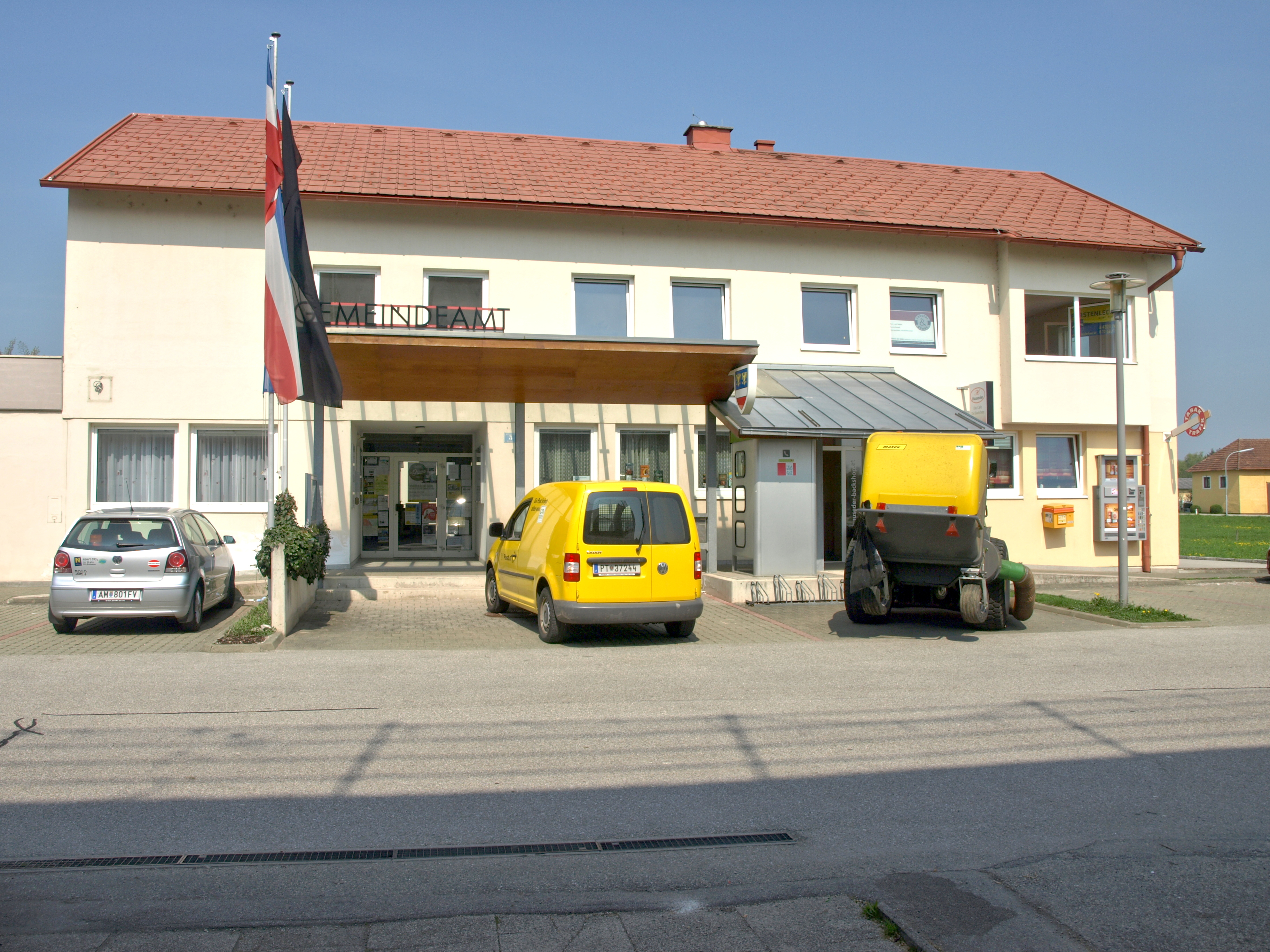
Gemeindeamt

### Gemeinderat
Der Gemeinderat hat 23 Mitglieder (seit 2025).
- Nach den Gemeinderatswahlen in Niederösterreich 1990 hatte der Gemeinderat folgende Verteilung: 16 SPÖ und 5 ÖVP.
- Nach den Gemeinderatswahlen in Niederösterreich 1995 hatte der Gemeinderat folgende Verteilung: 14 SPÖ, 3 ÖVP, 2 Bürgerliste Ennsdorf-Windpassing und 2 FPÖ.[12]
- Nach den Gemeinderatswahlen in Niederösterreich 2000 hatte der Gemeinderat folgende Verteilung: 16 SPÖ, 6 ÖVP, 1 Bürgerliste Ennsdorf-Windpassing und 1 FPÖ.[13]
- Nach den Gemeinderatswahlen in Niederösterreich 2005 hatte der Gemeinderat folgende Verteilung: 17 SPÖ, 3 ÖVP und 1 Bürgerliste Ennsdorf-Windpassing.[14]
- Nach den Gemeinderatswahlen in Niederösterreich 2010 hatte der Gemeinderat folgende Verteilung: 13 SPÖ, 6 ÖVP, 1 FPÖ und 1 Bürgerliste Ennsdorf-Windpassing.[15]
- Nach den Gemeinderatswahlen in Niederösterreich 2015 hatte der Gemeinderat folgende Verteilung: 13 SPÖ, 6 ÖVP, 1 FPÖ und 1 Bürgerliste Ennsdorf-Windpassing.[16]
- Nach den Gemeinderatswahlen in Niederösterreich 2020 hatte der Gemeinderat folgende Verteilung: 14 SPÖ, 6 ÖVP und 1 FPÖ.[17]
- Nach den Gemeinderatswahlen in Niederösterreich 2025 hat der Gemeinderat folgende Verteilung: 14 SPÖ, 6 ÖVP und 3 FPÖ.[18]

### Bürgermeister
- 1960–1998 Johann Zauner (SPÖ)
- bis 2018 Alfred Buchberger (SPÖ)
- seit 2018 Daniel Lachmayr (SPÖ)

### Wappen
Blasonierung: „Ein geteilter Schild, oben in Blau zwei goldene rechtsgewendete Adler, unten neuerlich von Silber auf Rot geteilt.“ Diese zwei Adler auf blauem Grund sind ein Teil des niederösterreichischen Wappens und die Farben Rot und Weiß sind die oberösterreichischen Landesfarben. Das Wappen soll die Lage der Gemeinde am Grenzfluss Enns zwischen Ober- und Niederösterreich symbolisieren und ein Zeichen der Verbundenheit mit beiden Ländern sein.

### Gemeindepartnerschaften
- seit 2012:  Enns, Oberösterreich

## Persönlichkeiten

### Söhne und Töchter der Gemeinde
- Johann Zauner (1929–1999), Politiker (SPÖ)
- Robert Schöller (* 1950), Maler